# Rick Astley
Richard Paul Astley, britanski glasbenik, pevec in tekstopisec, * 6. februar 1966, Newton-le-Willows, Lancashire, Anglija
Rick Astley je zaslovel po sodelovanju s produkcijskim triom Stock Aitken Waterman; njegova skladba »Never Gonna Give You Up« iz leta 1987 je bila hit singl številka 1 v 25 državah in leta 1988 dobil britansko nagrado za najboljši britanski singl. Do upokojitve leta 1993 je Astley prodal približno 40 milijonov plošč po vsem svetu. 
Astley se je vrnil leta 2007 in postal internetni fenomen, ko je glasbeni video za »Never Gonna Give You Up« postal osnova za popularen mem »rickrolling«. Uporabniki interneta so Astleyja na MTV Europe Music Awards 2008 razglasili za najboljši nastop vseh časov, njegov album 50 iz leta 2016 pa je v Združenem kraljestvu debitiral na prvem mestu lestvice. 